# Minooka
Minooka est un village des comtés de Grundy, Kendall et Will dans l'Illinois, aux États-Unis,. Il est incorporé le 27 mars 1869.

## Démographie
Lors du recensement de 2010, le village comptait une population de 10 924 habitants. Elle est estimée, en 2016, à 11 254 habitants.